# 黄思沛
黄思沛（1910年—1988年），中国人民解放军将领、中国人民解放军开国少将。
曾任吉林军区副司令员。1955年，授予中国人民解放军少将。
黄思沛（1910-1988）曾用名黄宾。江西省宁都县竹笮乡九塘村人。
1930年参加古口游击队，后编入
黄思沛将军
黄思沛将军
中国工农红军。
1931年加入中国共产党。土地革命战争时期，历任红八军四师一营一连连长、二十六师六十一团营长。参加过中央革命根据地第一至五次反 “围剿”斗争和二万五千里长征。到达陕北后，入抗日红军大学学习，毕业后调任红一军团随营学校连长、第一师特务队队长。
1937年6月入抗日军政大学第三期学习。
1938年毕业后。抗日战争时期，任新四军游击支队第一大队大队长。
1939年1月奉命到国军第五路军四支队任大队长，同年底返回新四军，历任第六支队三总队参谋长兼第八团团长，萧县自卫团副司令员，豫皖苏边区保卫司令部参谋长。
1941年皖南事变后，任新四军第四师六旅副旅长兼参谋长。
1944年入中共中央党校学习。第二次国共内战时期，历任辽吉军区第二十三旅副旅长，东北民主联军第三纵七师副师长，辽北军区参谋长，辽吉军区参谋长。参加了围攻长春战斗、四平保卫战和四保临江战役。中华人民共和国成立后，历任东北军区警卫师师长，中共吉林省委军事部部长，吉林军区司令员，黑龙江省军区第一副司令员。1961年毕业于高等军事学院速成系后，历任吉林省军区第一副司令员，旅大警备区副司令员、顾问。1955年被授予少将军衔。获二级八一勋章、二级独立自由勋章、二级解放勋章。
1988年2月28日在大连病逝。 [1]